# Pycnophyes calmani
Pycnophyes calmani är en djurart som tillhör fylumet pansarmaskar, och som beskrevs av Rowland Southern 1914. Pycnophyes calmani ingår i släktet Pycnophyes och familjen Pycnophyidae. Arten är reproducerande i Sverige. Inga underarter finns listade i Catalogue of Life.